# Holmskog
Holmskog är en bebyggelse i Skogs-Tibble socken i Uppsala kommun, Uppsala län väster om Vänge. SCB avgränsade här en småort 2023.